# Tom Scholz
Tom Scholz, född Donald Thomas Scholz 10 mars 1947 i Toledo, Ohio, är en amerikansk musiker, låtskrivare, uppfinnare och filantrop, mest känd som grundare och gitarrist i rockbandet Boston. Han är också känd för att ha uppfunnit Rockman, en sorts gitarrförstärkare. Han är multiinstrumentalist och behärskar förutom gitarr även trummor, basgitarr och klaviatur.

## Diskografi

### Med Boston
Studioalbum
- 1976 – Boston
- 1978 – Don't Look Back
- 1986 – Third Stage
- 1994 – Walk On
- 2002 – Corporate America
- 2013 – Life, Love & Hope

Samlingsalbum
- 1997 – Greatest Hits
- 1998 – Rock and Roll Band

Singlar (topp 50 på Billboard Hot 100)
- 1976 – "More Than a Feeling" (#5)
- 1977 – "Foreplay/Long Time" (#22)
- 1977 – "Peace of Mind" (#38)
- 1978 – "Don't Look Back" (#4)
- 1978 – "A Man I'll Never Be" (#31)
- 1979 – "Feelin' Satisfied" (#46)
- 1986 – "Amanda" (#1)
- 1986 – "We're Ready" (#9)
- 1987 – "Can'tcha Say (You Believe in Me)" (#20)